# Ishigaki
Ishigaki (japanska: 石垣島?, Ishigaki-jima) är huvudön i ögruppen Yaeyamaöarna i nordvästra Stilla havet som tillhör Japan. 
Ön tillhör administrativt staden Ishigaki i Okinawa prefektur som förutom ön Ishigaki även administrerar de omstridda Senkaku-öarna.

## Geografi
Ishigaki-jima ligger i Östkinesiska havet, cirka 425 kilometer sydväst om Okinawaöarna och cirka 270 kilometer nordost om Taiwans norra spets.
Ön är av vulkaniskt ursprung och har en areal av 222,25 km² vilket gör den till den tredje största ön i Okinawa prefektur. Den högsta höjden är Omotodake på cirka 525 m ö.h. och ön omges av 12 obebodda småöar.
Befolkningen uppgår till 47 000 invånare där de flesta bor i Ishigakis centralort på öns södra del. 
Ön har en flygplats, New Ishigaki Airport (flygplatskod "ISG"), som öppnades 2013. Den används främst för inrikesflyg.

## Historia
1879 införlivades ön i Japan, och blev del av Okinawa prefektur.
Under andra världskriget utspelades Slaget om Okinawa våren 1945. Det var ett av de största och mest betydande slagen i Stilla havet. Området ockuperades sedan av USA som förvaltade öarna fram till 1972 då de återlämnades till Japan.